# Bernd Perplies

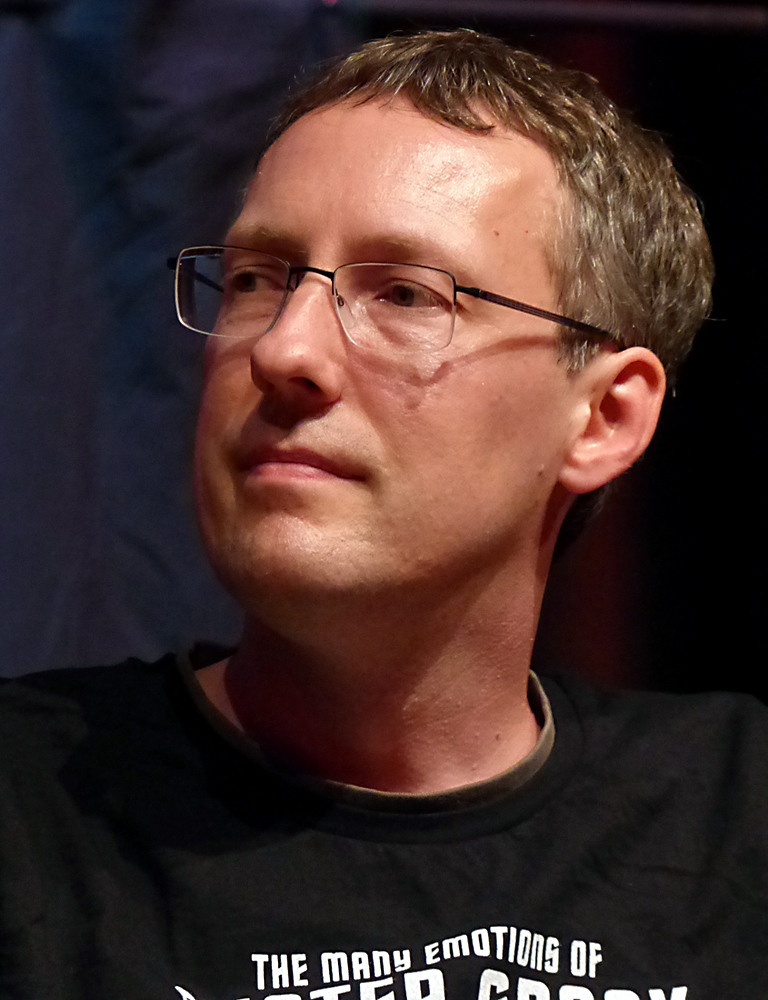
Bernd Perplies, 2017

Bernd Perplies (* 28. Februar 1977 in Wiesbaden) ist ein deutscher Schriftsteller, Übersetzer und Journalist.

## Leben

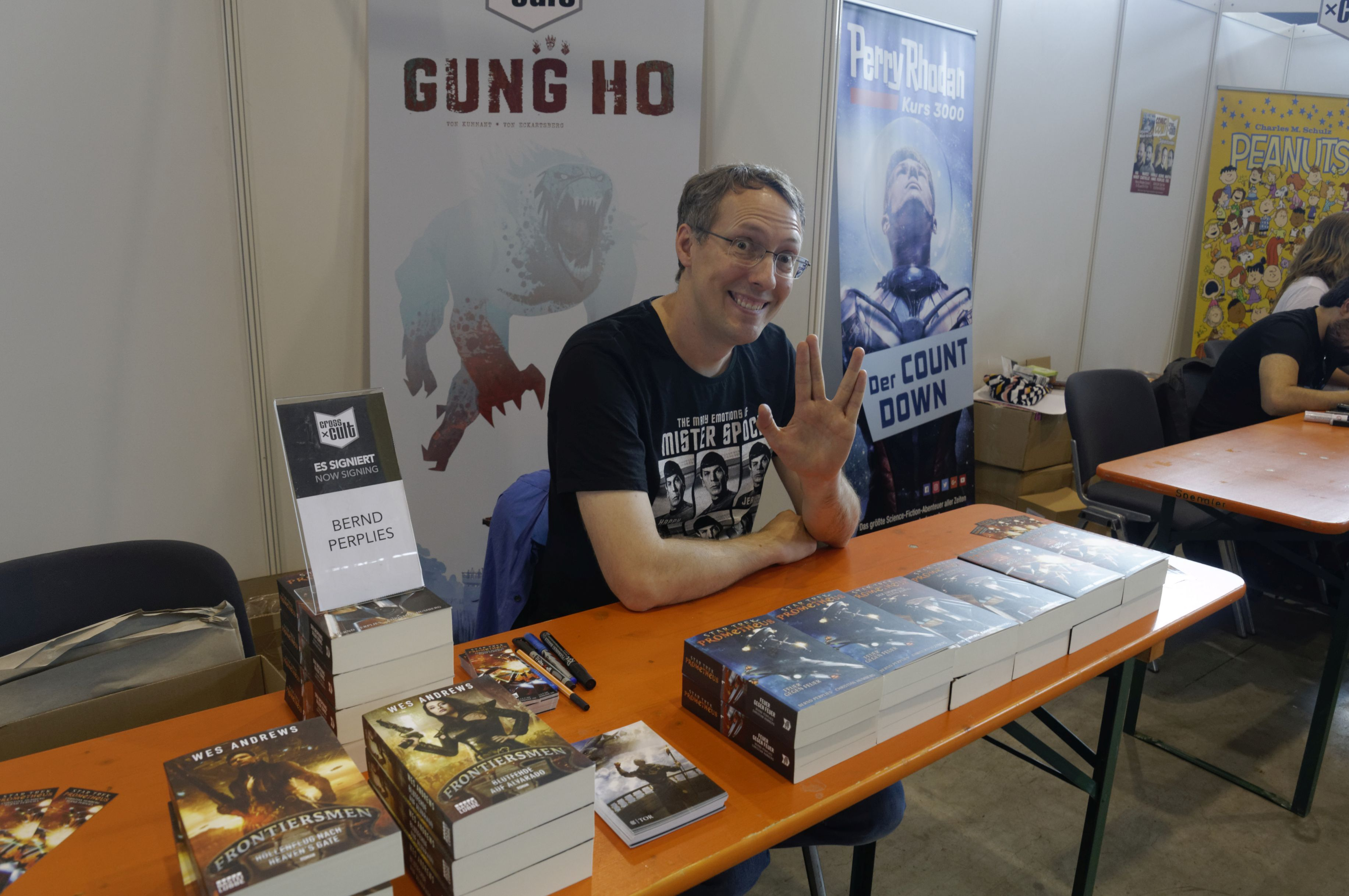
Auf der Comic Con Germany in Stuttgart 2017

Bernd Perplies studierte Filmwissenschaft, Germanistik, Buchwissenschaft und Psychologie in Mainz. Anschließend wurde er vom Deutschen Filminstitut in Frankfurt am Main angestellt, für das er zwischen 2004 und 2009 als Redakteur von filmportal.de tätig war. Daneben arbeitet er u. a. als Redakteur für die Zeitschrift Space View sowie als Übersetzer für den Heel Verlag, Pegasus Spiele und Cross Cult. Sein Debütroman Tarean – Sohn des Fluchbringers erschien 2008. Der Roman erreichte den 3. Platz beim Deutschen Phantastik Preis 2009 in der Kategorie „Bestes deutschsprachiges Romandebüt“. Sein Auftaktroman der Magierdämmerung-Trilogie (Für die Krone) belegte 2011 auf der Role Play Convention den 2. Platz beim RPC Fantasy Award in der Kategorie „Literatur & Comics“. Für die Kurzgeschichte Der Automat wurde Perplies auf dem Buchmesse Convent 2013 mit dem „Deutschen Phantastik Preis“ für die beste Kurzgeschichte ausgezeichnet. Zwei Jahre später erhielt er für den Roman Imperium der Drachen – Das Blut des schwarzen Löwen den Preis in der Kategorie "Bester deutschsprachiger Roman".
Auf dem Perry-Rhodan-Weltcon 2011 erfuhr Bernd Perplies von der neuen Perry Rhodan-Reihe Perry Rhodan NEO und bewarb sich für eine Mitarbeit. Im April 2012 erschien sein erster Roman in der Reihe. Seitdem schreibt er als Gast gelegentlich für dieses Franchise.
Im Sommer 2016 veröffentlichte Perplies gemeinsam mit Christian Humberg die Roman-Trilogie Star Trek – Prometheus, die ersten offiziell lizenzierten Star-Trek-Romane von deutschen Autoren.
Bernd Perplies ist Mitglied im Phantastik-Autoren-Netzwerk (PAN). Er lebt mit seiner Familie bei Stuttgart.

## Bibliografie

### Als Bernd Perplies
Tarean-Trilogie
- Sohn des Fluchbringers (August 2008, Egmont LYX, ISBN 978-3-8025-8180-9 / als 10-Jahre-Jubiläumsedition: Oktober 2018, Mantikore-Verlag, ISBN 978-3-96188-066-9)
- Erbe der Kristalldrachen (April 2009, Egmont LYX, ISBN 978-3-8025-8184-7) / als 10-Jahre-Jubiläumsedition: April 2019, Mantikore-Verlag, ISBN 978-3961880-67-6)
- Ritter des Ersten Lichts (November 2009, Egmont LYX, ISBN 978-3-8025-8246-2) / als 10-Jahre-Jubiläumsedition: Februar 2020, Mantikore-Verlag, ISBN 978-3-961880-68-3)

Magierdämmerung-Trilogie
- Für die Krone (September 2010, Egmont LYX, ISBN 978-3-8025-8264-6)
- Gegen die Zeit (Februar 2011, Egmont LYX, ISBN 978-3-8025-8265-3)
- In den Abgrund (September 2011, Egmont LYX, ISBN 978-3-8025-8266-0)

Carya-Trilogie
- Flammen über Arcadion (September 2012, Egmont LYX, ISBN 978-3-8025-8637-8)
- Im Schatten des Mondkaisers (März 2013, Egmont LYX, ISBN 978-3-8025-8638-5)
- Das geraubte Paradies (September 2013, Egmont LYX, ISBN 978-3-8025-8639-2)

Imperium der Drachen-Reihe
- Das Blut des Schwarzen Löwen (November 2014, Egmont INK, ISBN 978-3-86396-070-4)
- Kampf um Aidranon (Juli 2015, Egmont INK, ISBN 978-3-86396-071-1)

Star Trek Prometheus-Trilogie
(verfasst gemeinsam mit Christian Humberg)
- Feuer gegen Feuer (Juli 2016, Cross Cult, ISBN 978-3-86425-851-0)
- Der Ursprung allen Zorns (August 2016, Cross Cult, ISBN 978-3-86425-852-7)
- Ins Herz des Chaos (September 2016, Cross Cult, ISBN 978-3-86425-853-4)
- Star Trek - Prometheus (Collector's Edition) (November 2012, Cross Cult, ISBN 978-3-96658-991-8)

Wolkenmeer-Reihe
- Der Drachenjäger. Die erste Reise ins Wolkenmeer (Juli 2017, FISCHER Tor / S. Fischer Verlag, ISBN 978-3-596-29671-2)
- Der Weltenfinder. Die zweite Reise ins Wolkenmeer (Mai 2018, FISCHER Tor / S. Fischer Verlag, ISBN 978-3-596-70116-2)

Einzelwerke
- Der Hexer von Salem 2: Das schleichende Grauen (Oktober 2008, Pegasus Press, ISBN 978-3-939794-74-5) (Abenteuer-Spielebuch vor dem Hintergrund des Hexer-Universums von Wolfgang Hohlbein, verfasst gemeinsam mit Christian Humberg)
- BattleTech #28: Die Kanonen von Thunder Rock (August 2015, Ulisses Spiele, ISBN 978-3-95752-084-5) (Roman vor dem Hintergrund des BattleTech-Universums
- Am Abgrund der Unendlichkeit (Oktober 2019, Bastei Lübbe, ISBN 978-3-404-20875-3)
- Shadowrun: Nachtmeisters Erben (Mai 2020, Pegasus Press, ISBN 978-3-95789-335-2)

Kurzgeschichten
- Das düstere Schicksal der Susanna Le Fanu, in: Dark History, Romantruhe (März 2012, ISBN 978-3-940812-99-5)
- Der Automat, in: Alisha Bionda (Hrsg.): Steampunk – Erinnerungen an Morgen, Fabylon (Juli 2012, ISBN 978-3-927071-69-8)
- Ein Heldenproblem, in: T. S. Orgel, A. S. Bottlinger, S. A. Cernohuby (Hrsg.): Die Hilfskräfte – Die wahren Herren des Dungeons Amrûn Verlag (März 2018, ISBN 978-3-95869-354-8)
- Das Grauen von Grambach, in: Mirko Bader (Hrsg.): HeXXen 1733: Archiv des Wächterbunds Ulisses Spiele (August 2018, ISBN 978-3-95752-985-5)
- Die Töchter der Herbstzeitlosen, in: Fabienne Siegmund, Stephanie Kempin, Vanessa Kaiser & Thomas Lohwasser (Hrsg.): Geschichten aus den Herbstlanden Verlag Torsten Low (September 2018, ISBN 978-3-940036-48-3)
- Nachts auf dem öden Berg, in: Mirko Bader (Hrsg.): HeXXen 1733: Archiv des Wächterbunds 2 Ulisses Spiele (Juni 2019, ISBN 978-3-96331-216-8)
- Das Mädchen mit dem roten Mantel, in: Sandra Baumgärtner & Stephanie Kempin (Hrsg.): FaRK Chronicles - Lost Places Ulisses Spiele (August 2019, ISBN 978-3-946425-77-9)
- Der Mandelohr-Ian, in: Thorsten Scheib (Hrsg.): New Dodge Leseratten Verlag (April 2023, ISBN 978-3-945230-66-4)

### Als Wes Andrews
Frontiersmen-Reihe
- Höllenflug nach Heaven's Gate (September 2015, Bastei Lübbe, ISBN 978-3-404-20797-8)
- Blutfehde auf Alvarado (März 2016, Bastei Lübbe, ISBN 978-3-404-20809-8)

Frontiersmen Civil War-Reihe
- Aufstand auf Higgins' Moon (März 2018, Bastei Lübbe/beBEYOND, ISBN 978-3-7325-4361-8)
- Vierzig Frachter randwärts (April 2018, Bastei Lübbe/beBEYOND, ISBN 978-3-7325-4362-5)
- Die Verdammten von Fort Hope (Mai 2018, Bastei Lübbe/beBEYOND, ISBN 978-3-7325-4363-2)
- Die Tochter des Admirals (Juni 2018, Bastei Lübbe/beBEYOND, ISBN 978-3-7325-4364-9)
- Die Rache der Peko (Juli 2018, Bastei Lübbe/beBEYOND, ISBN 978-3-7325-4365-6)
- Showdown bei Alamo (August 2018, Bastei Lübbe/beBEYOND, ISBN 978-3-7325-4366-3)

- Frontiersmen - Civil War: Die komplette Staffel (April 2019, Bastei Lübbe/beBEYOND, ISBN 978-3-7325-7730-9)

### Kinderbücher
Drachengasse 13-Reihe
(verfasst gemeinsam mit Christian Humberg)
- Schrecken über Bondingor (Juli 2011, SchneiderBuch, ISBN 978-3-505-12892-9 / als Neuausgabe Oktober 2021, Edition Roter Drache, ISBN 978-3-96815-027-7)
- Geister aus der Tiefe (Juli 2011, SchneiderBuch, ISBN 978-3-505-12906-3 / als Neuausgabe März 2022, Edition Roter Drache, ISBN 978-3-96815-039-0)
- Das Geheimnis der Xix (Februar 2012, SchneiderBuch, ISBN 978-3-505-12953-7 / als Neuausgabe Juni 2023, Edition Roter Drache, ISBN 978-3-96815-062-8)
- Der dämonische Spiegel (August 2012, SchneiderBuch, ISBN 978-3-505-12954-4)
- Gefahr für den Elfenwald (Oktober 2022, Edition Roter Drache, ISBN 978-3-96815-048-2)

Die unheimlichen Fälle des Lucius Adler-Reihe
(verfasst gemeinsam mit Christian Humberg)
- Der Goldene Machtkristall (März 2016, Thienemann Verlag, ISBN 978-3-522-18400-7)
- Jagd auf den Unsichtbaren (September 2016, Thienemann Verlag, ISBN 978-3-522-18438-0)
- Angriff der Automatenmenschen (März 2017, Thienemann Verlag, ISBN 978-3-522-18448-9)

Die Wächter von Aquaterra-Reihe
(verfasst gemeinsam mit Christian Humberg)
- Die Wächter von Aquaterra (August 2017, Thienemann Verlag, ISBN 978-3-522-18452-6)
- Die Wächter von Aquaterra – Angriff aus der Tiefe (Februar 2018, Thienemann Verlag, ISBN 978-3-522-18478-6)

Einzelwerke
(verfasst gemeinsam mit Christian Humberg)
- Die Adlerreiter und das Horn der Rohira (März 2022, Thienemann Verlag, ISBN 978-3-522-18569-1)

Kurzgeschichten
- Shloko Holmser & der unsichtbare Armbrustschütze, in: Ruggero Leò (Hrsg.): Große Geschichten vom kleinen Volk, Bastei Lübbe (Oktober 2012, ISBN 978-3-404-20705-3)
- Drachengasse 13: Küchenmagie, in: Ulrich Burger (Hrsg.): Die Köche – Die Speisekammer des Schlemmens, Ulrich Burger Verlag (Dezember 2012, ISBN 978-3-943378-05-4)
- Drachengasse 13: Feuer und Flamme, in Diana Kinne & Ann-Kathrin Karschnik (Hrsg.): Die kleinen Köche, Ulrich Burger Verlag (August 2015, ISBN 978-3-943378-77-1)
- Shloko Homes & das geklaute Drachen-Ei, in: Alisha Bionda (Hrsg.): Bunte Welt, Arunya-Verlag (November 2016, ISBN 978-3-95810-016-9)

## Nominierungen & Auszeichnungen
- 2009: Nominiert für den Deutschen Phantastik Preis in der Kategorie Bestes deutschsprachiges Romandebüt für Tarean – Sohn des Fluchbringers
- 2010: RPC Fantasy Award – Jurypreis für Tarean – Ritter des ersten Lichts
- 2011: 2. Platz RPC Fantasy Award in der Kategorie Literatur & Comics für Magierdämmerung – Für die Krone
- 2011: Nominiert für den Deutschen Phantastik Preis in der Kategorie Bester deutschsprachiger Roman für Magierdämmerung – Für die Krone
- 2012: Nominiert für den Phantastik-Literaturpreis Seraph in der Kategorie Bestes Buch für Magierdämmerung – In den Abgrund
- 2012: Nominiert für den Deutschen Phantastik Preis in der Kategorie Bester deutschsprachiger Roman für Magierdämmerung – Gegen die Zeit
- 2013: Nominiert für den RPC Fantasy Award in der Kategorie Literatur für Flammen über Arcadion
- 2013: Deutscher Phantastik Preis in der Kategorie Beste deutschsprachige Kurzgeschichte für Der Automat
- 2014: Nominiert für den Deutschen Phantastik Preis in der Kategorie Bester deutschsprachiger Roman für Das geraubte Paradies
- 2015: Nominiert für den Phantastik-Literaturpreis Seraph in der Kategorie Bestes Buch für Imperium der Drachen: Das Blut des Schwarzen Löwen
- 2015: Nominiert für den RPC Fantasy Award in der Kategorie Literatur für Imperium der Drachen: Das Blut des Schwarzen Löwen
- 2015: Deutscher Phantastik Preis in der Kategorie Bester deutschsprachiger Roman für Imperium der Drachen: Das Blut des Schwarzen Löwen
- 2017: Nominiert für den Kurd-Laßwitz-Preis in der Kategorie Sonderpreis für einmalige herausragende Leistungen im Bereich der deutschsprachigen SF 2016 für Star Trek: Prometheus"-Trilogie
- 2018: Nominiert für den Phantastik-Literaturpreis Seraph in der Kategorie Bestes Buch für Der Drachenjäger. Die Erste Reise ins Wolkenmeer
- 2020: Nominiert für den Kurd-Laßwitz-Preis in der Kategorie Bester deutschsprachiger Roman für Am Abgrund der Unendlichkeit